# Bibliothèque et Archives nationales du Québec
Pour les articles homonymes, voir Bibliothèque et Archives nationales et Archives nationales (homonymie).
Bibliothèque et Archives nationales du Québec (BAnQ) est une société d'État québécoise née de la fusion de la Bibliothèque nationale du Québec et des Archives nationales du Québec, en 2006. La Bibliothèque nationale du Québec avait auparavant fusionné avec la Grande Bibliothèque en 2002.
BAnQ a pour mission d’offrir un accès démocratique à la culture et à la connaissance. Elle rassemble, conserve et diffuse le patrimoine documentaire québécois ou relatif au Québec. Elle offre aussi les services d’une bibliothèque publique d’envergure. Elle déploie ses activités dans douze édifices ouverts à tous.

## Historique

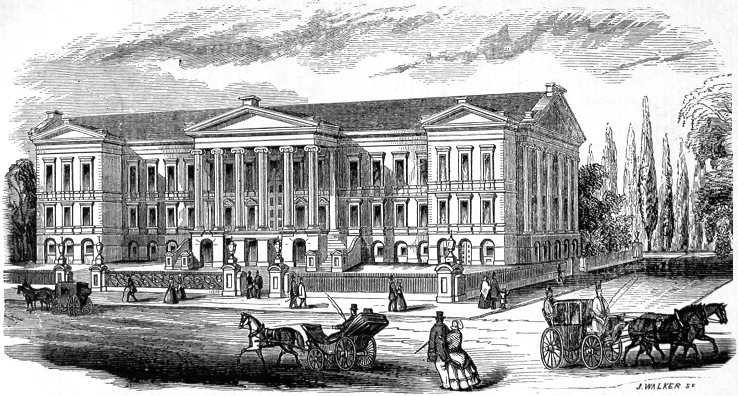
Palais de justice de Montréal, 1854.

Les Archives nationales du Québec (ANQ) sont créées le 2 septembre 1920 sous l'appellation « Archives de la province de Québec ». Pierre-Georges Roy devient alors le premier archiviste du gouvernement du Québec. L'établissement avait pour objet de gérer les documents historiques, notamment les archives publiques, de l'État québécois et de rassembler de la documentation sur l'histoire du Québec. Les Archives sont rattachées au ministère des Affaires culturelles en 1961 et prennent l'appellation « Archives nationales du Québec » en 1963,.
Le 12 août 1967, l'Assemblée nationale du Québec adopte une loi instituant la Bibliothèque nationale du Québec (BNQ), qui relevait elle aussi du ministère des Affaires culturelles. À l'origine, la BNQ contenait les collections et les biens de la bibliothèque Saint-Sulpice, située à Montréal, créée en 1915 par la congrégation des Sulpiciens et qui appartenait au Gouvernement du Québec depuis 1941.
En 1968, le Règlement provincial sur le dépôt légal entre en vigueur, obligeant les éditeurs québécois à déposer à la BNQ deux exemplaires de leurs œuvres imprimées, c'est-à-dire les livres, les brochures, les journaux, les magazines et revues, les livres d'artistes et les partitions musicales. L'ex-libris, toujours utilisé aujourd'hui, est retenu en janvier de cette même année. C'est une gravure, non signée, de la ville de Québec du XVIIe siècle tirée de la deuxième édition allemande du livre Description de l'Univers contenant les différents systèmes du monde d'Alain Manesson Mallet,.
Au début des années 1970, le ministère de la Justice terminait le nouveau palais de justice de Montréal et une équipe d'historiens alertent le conservateur, André Vachon, que le ministère n'avait pas prévu d'espaces pour la conservation des archives judiciaires, civiles et territoriales. Vachon obtient le transfert des archives, ainsi que quelques employés et le droit d'occuper les locaux de l'ancien palais de justice de Montréal, les archives nationales du Québec avaient dès lors pignon sur rue à Montréal. À compter de 1971, le gouvernement du Québec régionalise les Archives nationales du Québec, ouvrant des centres d'archives dans plusieurs régions.
En 1992, un règlement de l'Assemblée nationale élargit le dépôt légal aux estampes originales, aux affiches, aux reproductions d'œuvres d'art, aux cartes postales, aux enregistrements sonores (disque microsillon, disque compact…), aux logiciels, aux documents électroniques (fichiers Internet, par exemple) et aux microéditions.
Un catalogue en ligne appelé Iris est offert au public en 1994. Il permet d'accéder gratuitement à la description de l'ensemble des objets contenus dans la bibliothèque.
En 1997, le projet de créer une Grande Bibliothèque naît du désir de mieux diffuser les documents de la BNQ et de la Bibliothèque centrale de Montréal. L'institution mise sur pied pour mener à la création d'une grande bibliothèque publique, appelée Grande bibliothèque du Québec (GBQ) et dirigée par Lise Bissonnette, est fusionnée avec la BNQ en 2002 ; la nouvelle entité conserve le nom de Bibliothèque nationale du Québec et poursuit deux mandats distincts : l'acquisition, la conservation et la diffusion de la Collection nationale ainsi que l'acquisition et la diffusion d'une collection de prêts grand public.
Les travaux de construction de la Grande Bibliothèque se déroulent de 2001 à 2004 au centre-ville de Montréal.
À l'automne 2004, les collections de la Bibliothèque centrale de Montréal, les collections de diffusion de la BNQ et les nouvelles acquisitions sont placées sur les rayons de la Grande Bibliothèque.
Le 29 avril 2005, la Grande Bibliothèque connaît son ouverture protocolaire. Les deux journées suivantes sont consacrées aux visites du public et le mardi 3 mai 2005, elle entreprend ses activités.
Le 31 janvier 2006, la Bibliothèque nationale du Québec et les Archives nationales du Québec sont fusionnées pour devenir « Bibliothèque et Archives nationales du Québec » (BAnQ),.
En 2007, la ville de Québec accueille la 40e Conférence internationale de la Table ronde des archives (CITRA). Organisé conjointement par BAnQ et Bibliothèque et Archives Canada (BAC), cet événement réunit près de 200 personnes, dont 123 représentants officiels de 66 pays. À l'initiative de BAnQ, un protocole de prêt entre bibliothèques publiques du Québec est élaboré.
En 2009, Guy Berthiaume remplace Lise Bissonnette à titre de président-directeur général. Il quitte son poste en 2014 et cède sa place à Christiane Barbe, jusqu'en 2017. Jean-Louis Roy devient le PDG en 2018. Marie Grégoire est nommée en 2021.

### Identité visuelle (logotype)

Logo de la Bibliothèque nationale du Québec de 1997 à 2001
Logo institutionnel depuis 2001
Logo utilisé par la BAnQ

## Missions
Bibliothèque et Archives nationales du Québec (BAnQ) a pour mission de rassembler, de conserver de manière permanente et de diffuser le patrimoine documentaire québécois publié et tout document qui s'y rattache et qui présente un intérêt culturel, de même que tout document relatif au Québec et publié à l'extérieur du Québec.
BAnQ a également pour mission d'offrir un accès démocratique au patrimoine documentaire constitué par ses collections, à la culture et au savoir universel et d'agir, à cet égard, comme catalyseur auprès des institutions documentaires québécoises, contribuant ainsi à l'épanouissement des citoyens.
Plus particulièrement, BAnQ poursuit les objectifs suivants : valoriser la lecture, la recherche et l’enrichissement des connaissances, promouvoir l’édition québécoise, faciliter l’autoformation continue, favoriser l’intégration des nouveaux arrivants, renforcer la coopération et les échanges entre les bibliothèques et stimuler la participation québécoise au développement de la bibliothèque virtuelle.
BAnQ a également pour mission d’encadrer, de soutenir et de conseiller les organismes publics en matière de gestion de leurs documents, d’assurer la conservation d’archives publiques, d’en faciliter l’accès et d’en favoriser la diffusion. L’institution est aussi chargée de promouvoir la conservation et l’accessibilité des archives privées.
BAnQ exerce, à cette fin, les attributions prévues à la Loi sur les archives. L’institution peut aussi, dans le domaine des archives, offrir des services de soutien à la recherche et contribuer au développement et au rayonnement international de l’expertise et du patrimoine documentaire québécois.
BAnQ agit à titre de représentante officielle de l'Agence francophone pour la numérotation internationale du livre (AFNIL) pour l'attribution des ISBN au Québec et au Canada francophone.

### Bibliothèque nationale
BAnQ assure l'acquisition, le traitement, la sauvegarde et la mise en valeur des collections patrimoniales, qui visent à rassembler toute la production québécoise de documents imprimés et numériques, principalement grâce au dépôt légal, ainsi que les documents relatifs au Québec.
La Direction générale de la Bibliothèque nationale, responsable d'assumer ce mandat, est installée sur le site Rosemont de la Bibliothèque nationale du Québec, à Montréal. La Direction de la recherche et de la diffusion de la Bibliothèque nationale, l'une des quatre directions de la Bibliothèque nationale, se divise entre le site Grande Bibliothèque et le site Rosemont.
Devant la façade de l'immeuble du site Rosemont, on peut contempler l'œuvre Le temps du verbe de Jacek Jarnuszkiewicz. L'édifice a été conçu, en 1948, pour supporter la machinerie nécessaire à la fabrication de cigares de la compagnie General Cigar Co. Dans les années 1990, le bâtiment est utilisé pour l'impression de billets de loterie. Cette vocation entraîne un important dispositif de sécurité qui confère au bâtiment un caractère de bunker imprenable. Le chargé de projet Éric Gauthier et Les Architectes Blouin Faucher Aubertin Brodeur Gauthier auront le mandat d'aménager le bâtiment de façon à assurer la conservation des documents à long terme. Ce centre loge aussi le siège social de BAnQ.
Le public peut consulter les documents des collections de la Bibliothèque nationale du Québec sur le site Grande Bibliothèque (ancienne Collection nationale, située à l'intérieur de la Grande Bibliothèque), sauf en ce qui concerne les collections spéciales, qu’il peut voir sur rendez-vous sur le site Rosemont de la Bibliothèque nationale du Québec.

### Archives nationales

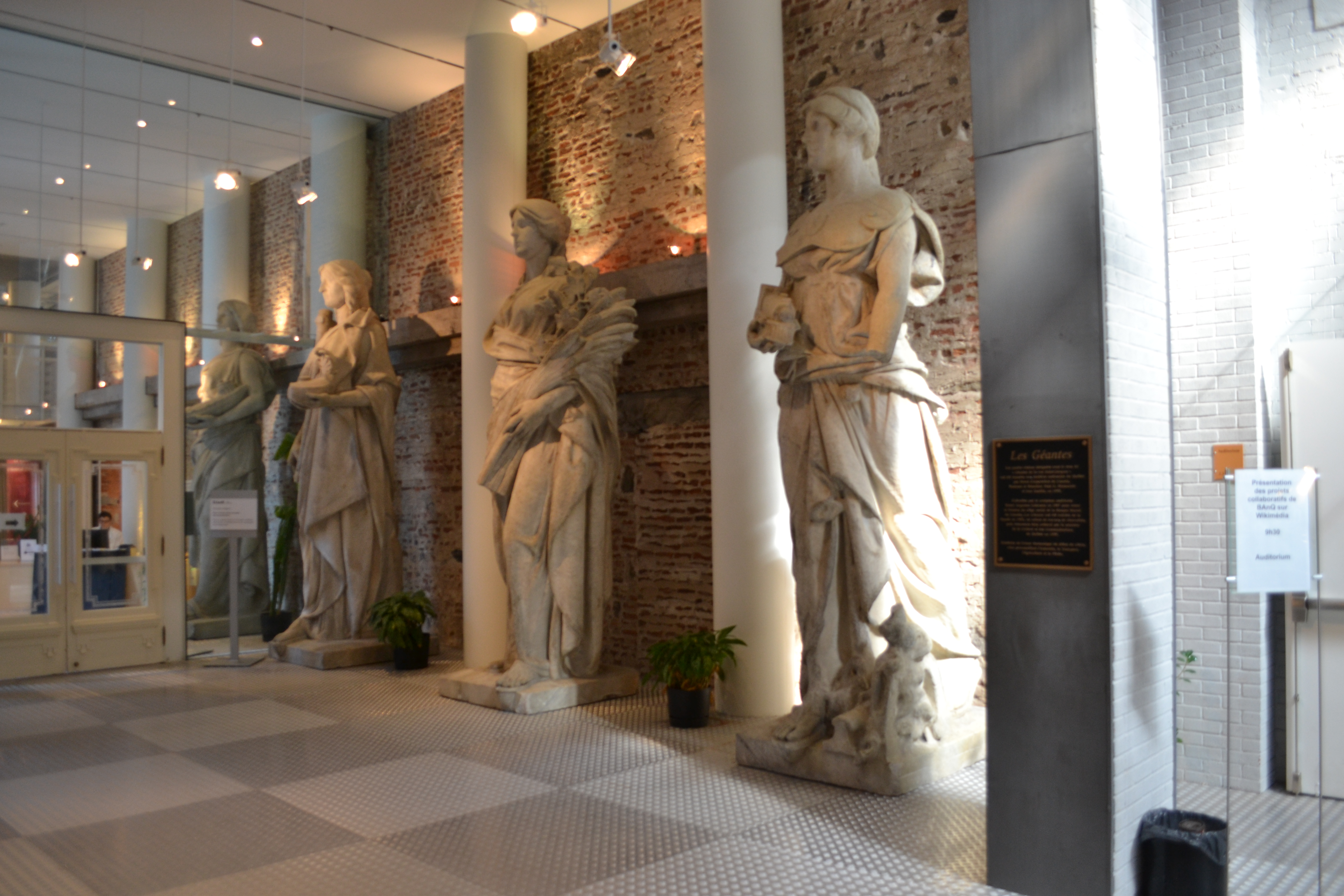
Les Géantes de la rue Saint-Jacques exécutées par le sculpteur Henry Augustus en 1907 dans le hall des Archives nationales du Québec à Montréal.

Bibliothèque et Archives nationales du Québec déploie ses activités dans le domaine archivistique dans 10 centres régionaux : BAnQ Vieux-Montréal, BAnQ Québec, BAnQ Gaspé, BAnQ Gatineau, BAnQ Rimouski, BAnQ Saguenay, BAnQ Sherbrooke, BAnQ Trois-Rivières, BAnQ Rouyn-Noranda et BAnQ Sept-Îles.
Bibliothèque et Archives nationales du Québec déploie ses activités dans le domaine archivistique dans 10 centres régionaux : BAnQ Vieux-Montréal, BAnQ Québec, BAnQ Gaspé, BAnQ Gatineau, BAnQ Rimouski, BAnQ Saguenay, BAnQ Sherbrooke, BAnQ Trois-Rivières, BAnQ Rouyn-Noranda et BAnQ Sept-Îles.
Le centre montréalais est installé dans l'édifice Gilles-Hocquart, ancien établissement des Hautes Études commerciales, sur l'avenue Viger. Le centre de Québec est situé dans le pavillon Louis-Jacques-Casault de l'Université Laval.
Afin de souligner le centenaire des Archives nationales du Québec, la Fabrique culturelle, en collaboration avec les 10 centres régionaux, a créé la série Cette histoire nous mènera loin qui met en lumière et en images des moments passionnants, intrigants et parfois loufoques de l’histoire du Québec.

### Grande Bibliothèque

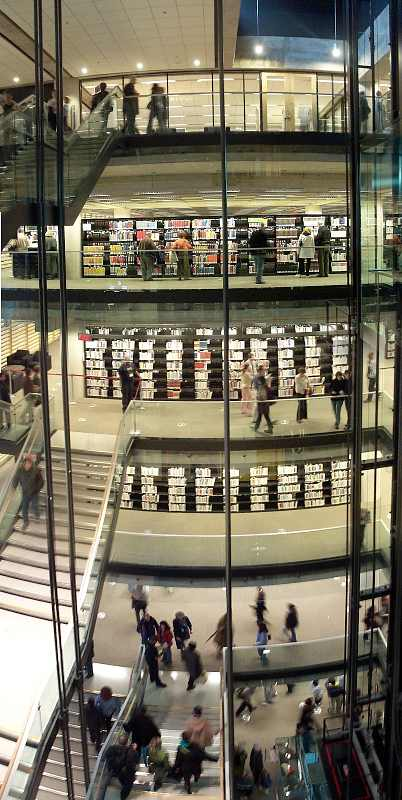
Point de vue des six niveaux de la Grande Bibliothèque.

Située dans le Quartier latin, en plein cœur de Montréal, la Grande Bibliothèque est le principal lieu de diffusion de Bibliothèque et Archives nationales du Québec. Cette grande bibliothèque publique a été conçue expressément pour faciliter la découverte et l’exploration des collections de BAnQ, qui y sont en accès libre. La Collection universelle est aussi disponible pour le prêt. L’édifice, ouvert en 2005, offre sur ses six niveaux des ambiances très différentes et est fréquenté par les chercheurs comme par le grand public. Il accueille près de 50 000 visiteurs chaque semaine.

## Collections

### Bibliothèque nationale du Québec
BAnQ conserve dans les collections de la Bibliothèque nationale la quasi-totalité de l’édition québécoise depuis le début de l’imprimerie au Québec, en 1764.
Le dépôt légal oblige tous les éditeurs québécois à déposer leurs publications auprès de BAnQ, qu’elles soient sur support matériel ou numérique.
L’institution s’efforce aussi d’acquérir, au moyen d’achats et de dons, toutes les œuvres publiées hors Québec, mais traitant du Québec ou publiées par des Québécois. Il en va de même pour les publications québécoises plus anciennes encore absentes des collections de la Bibliothèque nationale.

#### Livres anciens

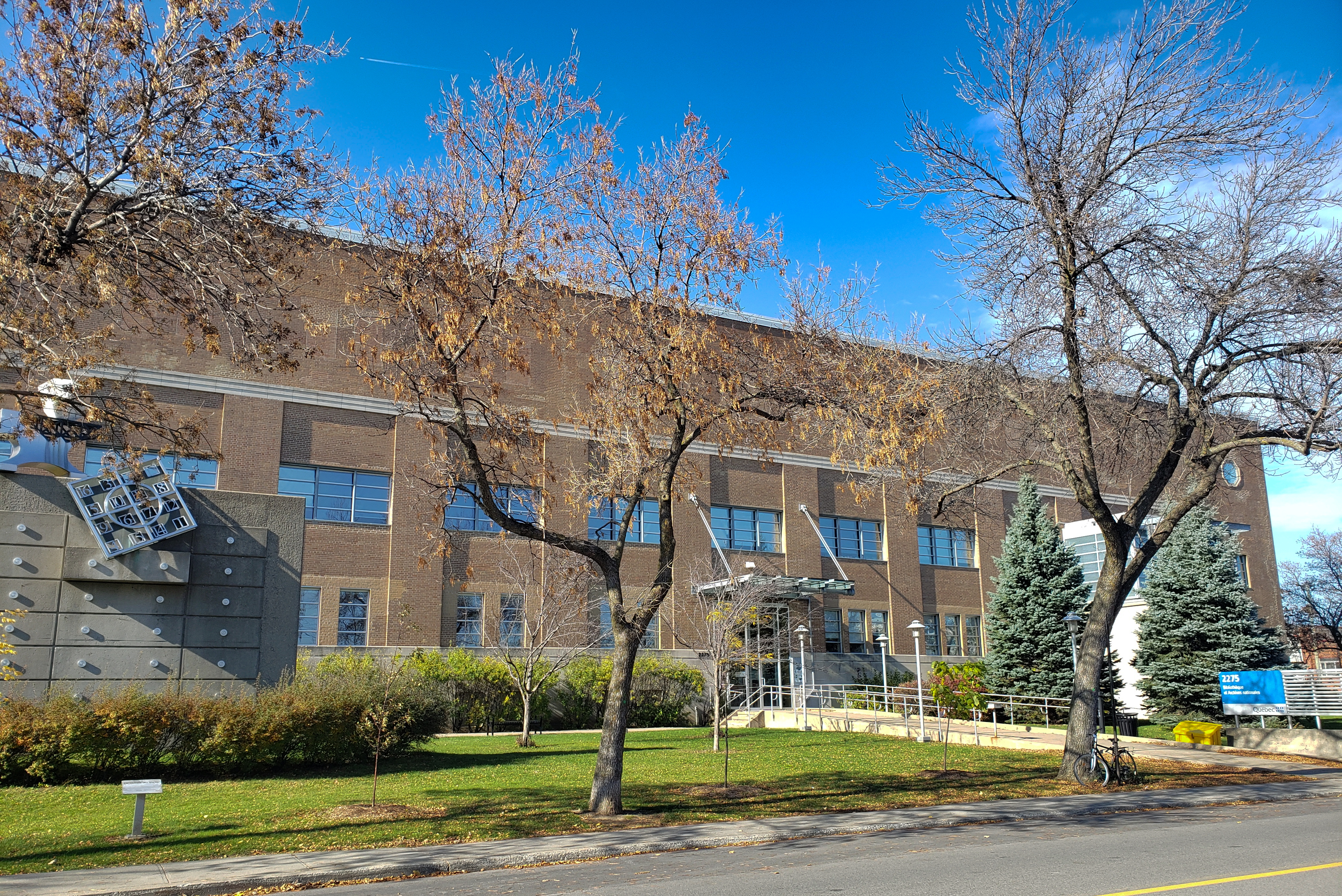
Le 2275 rue Holt à Montréal abrite le centre de conservation de Bibliothèques et Archives nationales du Québec ainsi que le siège de la société d'État.

En plus de sa collection régulière, BAnQ possède une collection de plus de 11 000 livres anciens, publiés entre le XVe et le XIXe siècle. D'abord composée de documents produits et conservés par les Sulpiciens, la collection comporte désormais des textes provenant d'autres communautés religieuses, ainsi que les écrits de certaines figures historiques connues. On y retrouve notamment les récits de voyage de Samuel de Champlain et des documents produits par l'homme politique Louis-Joseph Papineau. Parmi ces documents se trouvent aussi plus d'une centaine d'écrits en langues autochtones, représentant les trois grandes familles linguistiques présentes sur le territoire québécois : iroquoienne, algonquienne et inuite. La quasi-totalité des 146 documents en langues autochtones est accessible en format numérique sur le site Web de BAnQ. Certains documents peuvent également être consultés sur place, sous supervision, à la Bibliothèque nationale (site Rosemont). La collection s'agrandit d'une dizaine de livres chaque année, acquis sous forme d'achats ou de dons. On y retrouve, en plus des livres, des périodiques et quelques gravures.

## Service québécois du livre adapté (SQLA)
Le service québécois du livre adapté (SQLA) est un service de bibliothèque qui a pour but d’offrir des documents adaptés pour répondre aux besoins des Québécois et Québécoises ayant une déficience perceptuelle. Cette déficience empêche, ou rend difficile, la lecture ou l’écoute sur le support d’origine en raison notamment d’un handicap visuel ou auditif, d’un handicap physique empêchant la manipulation du document ou d’une insuffisance relative à la compréhension.
Intégré à BAnQ et ayant pignon sur rue dans la Grande Bibliothèque de Montréal, le SQLA offre la plus grande collection de livres adaptés francophones en Amérique du Nord avec une collection de 30 000 livres audio et 20 000 livres en braille.
En 2023, environ 5000 usagers de BAnQ avec une déficience perceptuelle utilisent ses services.

### Histoire du SQLA
Avant l'année 2001, deux organismes se chargeaient de faciliter l'accès à la lecture pour les personnes malvoyantes. D'un côté, l'Institut Nazareth et Louis-Braille se consacrait à l'adaptation et à la diffusion des livres en format braille. De l’autre côté, la Magnétothèque (aujourd'hui Vues et Voix) prenait en charge l'adaptation et la diffusion en format sonore.
En 2001, issu de la fusion des collections de l’Institut Nazareth et Louis-Braille et de la Magnétothèque, le Service québécois du livre adapté est créé. Il a pour mission d'assurer un accès équitable aux collections en braille et en format audio. C'est en 2005 qu'il est intégré à Bibliothèque et Archives nationales du Québec (BAnQ) lors de l’inauguration de la Grande Bibliothèque de Montréal. Approximativement 50 000 documents ont été transférés dont 11 000 en braille, 11 000 sur cassettes et 300 sur CD. Dès son ouverture, des équipements adaptés sont offerts sur place: postes multimédias adaptés, logiciels spécialisés, plages tactiles pour la lecture en braille, numériseurs, imprimantes braille, salle de travail adapté et postes multimédias permettant de visionner des films sous-titrés pour les malentendants.
Entre 2005 et 2017, dans un but d’inclusion, les critères d’abonnement ont été élargis pour inclure non seulement les personnes avec une déficience visuelle, mais également celles présentant une déficience perceptuelle. Le nom du service sur place a été modifié en passant de « service aux personnes en situation de handicap » à « services adaptés ».

### Législation et fonctionnement du service
Des services et des documents spécifiques doivent être mis à la disposition des utilisateurs qui, pour diverses raisons, ne peuvent pas utiliser les services et les documents habituels. L’article 32 de la Loi sur le droit d’auteur permet à un organisme à but non lucratif de produire un exemplaire ou un enregistrement sonore afin de garantir un accès équitable aux œuvres sans violer le droit d’auteur, à la condition qu'ils soient sur des supports adaptés pour les personnes avec une déficience perceptuelle. Ces documents adaptés n’ont pas d’ISBN.
Un abonnement est requis pour accéder aux collections spécifiques. Le formulaire, accompagné d'une attestation de limitation fonctionnelle délivrée par un professionnel de la santé, peut être rempli en ligne ou sur papier (puis envoyer par la poste). À compter de la fin de l'année 2023, il est prévu qu'une autodéclaration de limitation remplacera l'attestation médicale.
En juillet 2022, le site web a subi une refonte complète. Il propose l'intégralité du catalogue, y compris les dernières nouveautés, le téléchargement direct en ligne, la possibilité de consulter et de gérer son dossier, la procédure d'abonnement, une foire aux questions et une section « Aide » comprenant des tutoriels. Un service de référence est offert sur place ou à distance (par téléphone ou par Internet).

### Collections et formats de documents offerts
Le SQLA offre une collection exclusivement en français. Les collections proposées comprennent des œuvres de fiction et des documentaires destinés à la clientèle jeunesse et adulte. Les sujets sont variés: art et littérature, biographie, musique, sciences, histoire et sciences humaines ainsi que littérature jeunesse.
Le développement des collections se fait en fonction des préférences des abonnés. Le SQLA travaille en collaboration avec des producteurs québécois pour adapter les œuvres. Le processus de traitement entre la demande de l'abonné et l'emprunt du livre comprend plusieurs étapes: l’envoi de la commande au producteur, l'achat du livre en librairie par le producteur, l'enregistrement, la transcription en braille, la réception à la bibliothèque pour le traitement documentaire et intellectuel, et enfin, la préparation pour l'envoi.
La collection en braille offre des livres en braille intégral ou abrégé et des partitions musicales. Les livres sont offerts en format papier ou en téléchargement. Pour le format papier, les livres peuvent être envoyés et retournés gratuitement par la poste. Pour le format électronique, un dispositif comme un afficheur, un clavier ou une plage braille est nécessaire pour afficher les caractères sous forme de points saillants.
La collection audionumérique respecte la norme DAISY (Digital Accessible Information System) et elle est proposée sur un disque compact ou en téléchargement direct en ligne depuis 2022. Le format DAISY permet une navigation aisée à travers le contenu puisqu'un index est créé lors de l'enregistrement sonore du livre. De cette façon, le lecteur peut consulter la table des matières, naviguer par page et par section et même poser un signet. Pour utiliser le format DAISY, l’usager a plusieurs options :
- Par le biais d'un CD : utilisation d'un appareil dédié ou d'un ordinateur équipé d'un lecteur de disque compact et d'un logiciel spécialisé.
- Par téléchargement (zip ou direct): utilisation d'un ordinateur ou d'un appareil numérique doté d'un logiciel spécialisé ou d'une application capable de lire ce format[34].

## Projets

### Participation au projet Wikimédia
Depuis 2013, BAnQ collabore avec Wikimédia Canada afin de contribuer à l'amélioration du contenu francophone et québécois présent sur les diverses plateformes de Wikimédia. Les trois plateformes exploitées dans le cadre de ce projet sont l'encyclopédie Wikipédia, la médiathèque numérique Wikimedia Commons et la bibliothèque numérique Wikisource. En plus de contribuer à démocratiser la connaissance, l'un des principaux mandats de BAnQ, le projet permet d'exploiter les différentes ressources documentaires de l'institution. De 2014 à 2021, BAnQ a offert l'atelier "Mardi, c'est Wiki," une série de formations destinées au grand public, permettant aux gens de se familiariser avec l'environnement Wikimédia. Les formations sont données à la Grande Bibliothèque de Montréal. Depuis 2021, "BAnQ est Wiki" remplace l'activité "Mardi, c'est Wiki". En 2018, une série d'ateliers semblables, "Jeudi, c'est Wiki," a vu jour à Québec, en collaboration avec la Bibliothèque de l'Université Laval et le Service du greffe et des archives de la Ville de Québec.

## Services

### Réseaux sans fil
Dans tous ses établissements, BAnQ offre l'accès gratuit à un réseau sans fil, qui permet entre autres d'accéder aux ressources numériques de BAnQ. De plus, dans les 3 bâtiments situés sur l'île de Montréal, il est possible de se connecter au réseau montréalais MTLWIFI, qui vise une couverture urbaine gratuite dans plusieurs autres espaces et bâtiments publics.

### Formations
Autant en ligne que sur place, BAnQ offre chaque année des activités qui visent le développement de certaines compétences ou l'acquisition de nouvelles connaissances. Il est possible de retrouver des activités ciblées sur les compétences numériques, les fausses nouvelles, la recherche d'emploi et plus encore. En plus d'ateliers de formation, plusieurs experts offrent des conférences en partenariat avec BAnQ.

### Services numériques

#### Bases de données et collections numériques
Dans le cadre de sa mission de démocratisation de l’accès au patrimoine documentaire québécois, BAnQ a mis en place dans les dernières années des initiatives de numérisation de ses documents d’archives. Le public peut consulter les archives dans la base de données Advitam (ayant remplacé la base de données Pistard en 2020) ainsi qu’à travers plusieurs collections numériques. Le projet Champlain amorcé en 2004 a, par exemple, permis à BAnQ de rendre disponible l’essentiel des archives datant de l’époque de la Nouvelle-France. Le projet de numérisation des registres de l’état civil (2008) a quant à lui rendu accessible l’ensemble des registres dans la collection numérique intitulée Registres de l’état civil du Québec des origines à 1912. Le nombre de documents d'archives inclus dans les collections numériques croît chaque année : en 2015, près de 13 millions de documents étaient disponibles dans les différentes collections patrimoniales de BAnQ. En 2019, 17 665 157 de documents étaient présents dans ces collections et en date du 31 mars 2020, ce nombre s'élevait à 18 466 201 de documents.

#### BAnQ numérique
Lancé en octobre 2015 dans le cadre du Plan culturel numérique du Québec, BAnQ numérique rassemblera, à terme, toutes les ressources numériques de l'institution. On y trouve les documents patrimoniaux numérisés par BAnQ (documents d'archives, revues et journaux, photos et cartes postales anciennes, cartes et plans, enregistrements sonores, estampes, affiches et programmes de spectacles, etc.), des livres, des magazines et de la musique pouvant être téléchargés, ainsi que des bases de données touchant plusieurs domaines.

#### BAnQ Éducation
Créé en 2020, BAnQ Éducation est une plateforme numérique destinée en premier lieu aux enseignants ou futurs enseignants, où sont regroupés divers outils pédagogiques, une collection de ressources numériques ainsi que des outils interactifs numériques. Ce site web a été élaboré à l'aide de différentes institutions culturelles, de chercheurs dans le milieu de l'éducation et de personnes issues du milieu et se veut un espace de cocréation où seront publiés de nouveaux projets réalisés avec les partenaires qui seront intéressés de le faire,.

#### Balado
Depuis 2020, l'équipe du Square de BanQ a mis en ligne son premier balado Quatrième lieu. Ce dernier porte sur le parcours professionnel vécu par plusieurs artistes numériques Québécois, soit un artiste par épisode. Sous forme de discussion, le balado se veut un outil informatif et inspirant pour les adolescents, son public cible.
Depuis 2023, quatre bibliothécaires de la Grande Bibliothèque discutent de livres marquants publiés par des Québécoises dans le balado « Signets au féminin ».

## Les amis de BAnQ
Les amis de BAnQ est un organisme sans but lucratif fondé peu de temps après la création de BAnQ, soit en 2005. Dirigé par un conseil d'administration élu, cet organisme a pour mission de soutenir les différentes activités de BAnQ et à aider à sa promotion. Avec l'appui de membres bénévoles, l'Association organise également ses propres activités comme un club de lecture, des ateliers d'écriture virtuels et des séances de lecture par téléphone pour les personnes vivant seules ou pour personnes âgées. Avec la pandémie, la plupart des activités en présentiel au sein de BAnQ ont dû être annulées.

## Hommages
La rue des Archives est une rue dans la ville de Québec menant au Pavillon Louis-Jacques-Casault de l'Université Laval où logent le Centre régional de la Capitale-Nationale des Archives nationales du Québec.

### Note
1. ↑  Loi sur Bibliothèque et Archives nationales du Québec.